# Cmentarz wojenny nr 259 – Biskupice Radłowskie
Cmentarz wojenny nr 259 – Biskupice Radłowskie – zabytkowy cmentarz z I wojny światowej znajdujący się we wsi Biskupice Radłowskie w województwie małopolskim, w powiecie tarnowskim, w gminie Radłów. Jest jednym z 400 zachodniogalicyjskich cmentarzy wojennych zbudowanych przez Oddział Grobów Wojennych C. i K. Komendantury Wojskowej w Krakowie. W VIII okręgu brzeskim cmentarzy tych jest 52.

## Opis cmentarza
Cmentarz znajduje się w centrum wsi, przy drodze do Szczurowej (ul. Bohaterów Września). Ma kształt prostokąta o jednym ściętym narożniku. Obecnie jego ogrodzenie tworzy betonowa pomurówka i betonowe słupki, pomiędzy którymi znajdują się metalowe segmenty. Wejście przez jednoskrzydłową metalową furtkę. Prowadzi od niej szeroka alejka do pomnika centralnego znajdującego się w pobliżu drugiego końca cmentarza. Jest to betonowy, wysoki obelisk. W obrębie cmentarza rośnie kilka drzew zasadzonych podczas budowy cmentarza. Wszystkich poległych żołnierzy pochowano w pojedynczych grobach rozmieszczonych rzędami po obu stronach alejki oraz za pomnikiem. Nagrobki tworzą betonowe cokoły na których osadzono 3 rodzaje krzyży:
- wykonane z płaskowników żelazne krzyże łacińskie nakryte blaszanym daszkiem o ząbkowanej krawędzi,
- żeliwne krzyże łacińskie o rozszerzonych końcach, z datą „1915”,
- wykonane z płaskownika krzyże lotaryńskie[3][4]

## Polegli
Pochowano tutaj 88 żołnierzy, w tym:
- 54 żołnierzy z armii niemieckiej,
- 28 z armii austro-węgierskiej,
- 6 z armii rosyjskiej.

Znane są nazwiska 70 pochowanych. Polegli oni od grudnia 1914 roku do maja 1915 roku Front przechodził tędy dwukrotnie; w grudniu, gdy wojska rosyjskie zajmowały ten teren, oraz na początku maja 1915 roku gdy podczas wielkiej ofensywy zwanej bitwą pod Gorlicami sprzymierzone wojska austro-węgierskie i niemieckie przełamały obronę Rosjan i zmusiły ich do cofnięcia się daleko na wschód.

## Losy cmentarza
Po II wojnie ranga cmentarza w świadomości społeczeństwa i ówczesnych władz zmalała, przybyły bowiem nowe, świeższe cmentarze i dramatyczne historie nowej wojny. Zapomniane cmentarze z I wojny ulegały naturalnemu niszczeniu przez czynniki przyrody, zdarzały się także akty wandalizmu. Dopiero w latach 90. zaczęto cmentarze te odnawiać. Cmentarz nr 259 został gruntownie odnowiony. Usunięto zarastające go chaszcze (pozostawiono tylko drzewa zasadzone przez Austriaków podczas wykonywania cmentarza), wyremontowano ogrodzenie i wykonano nową furtkę, uporządkowano pole cmentarne, odmalowano krzyże, zmontowano tablicę informacyjną.

## Linki zewnętrzne

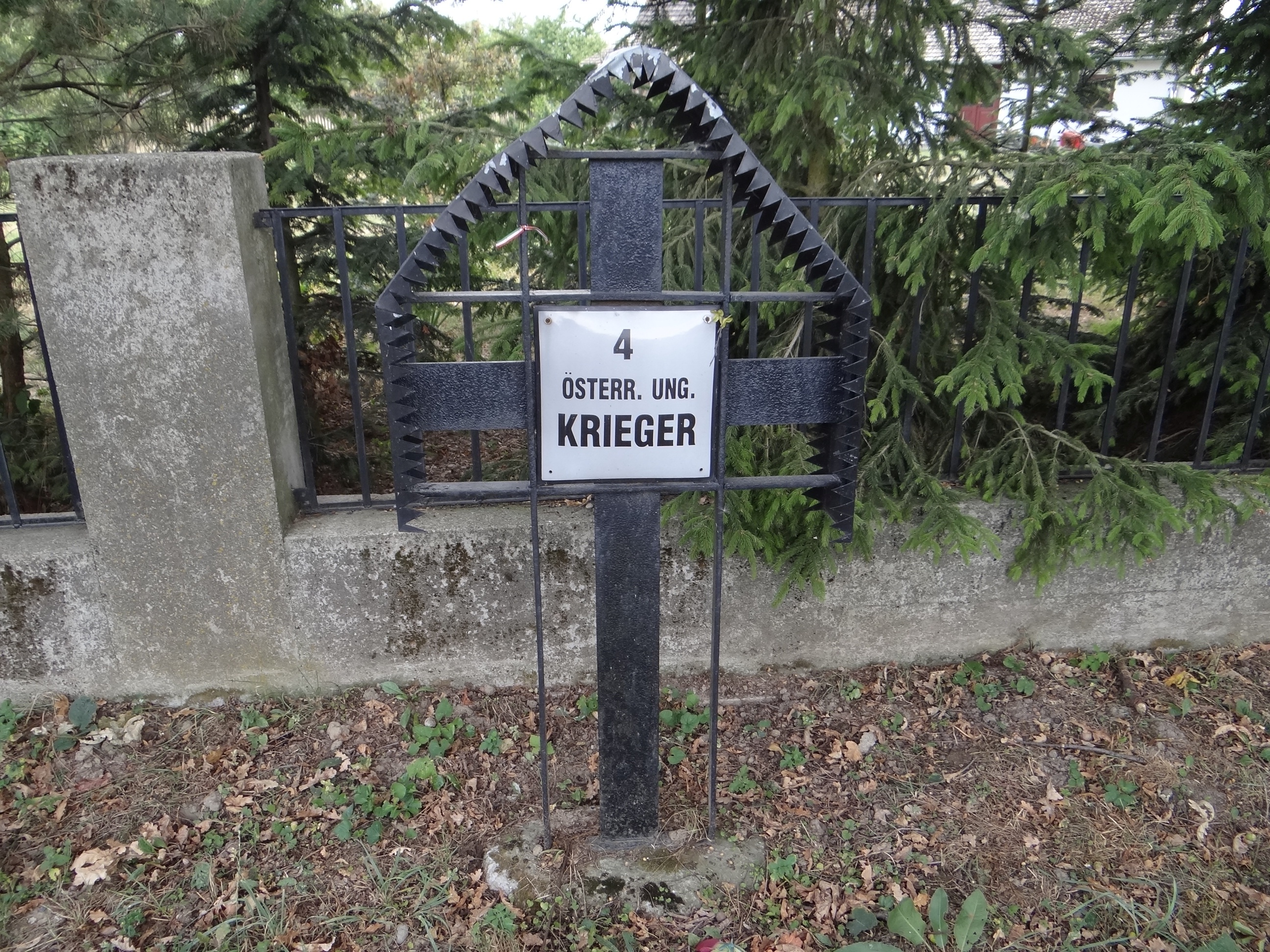
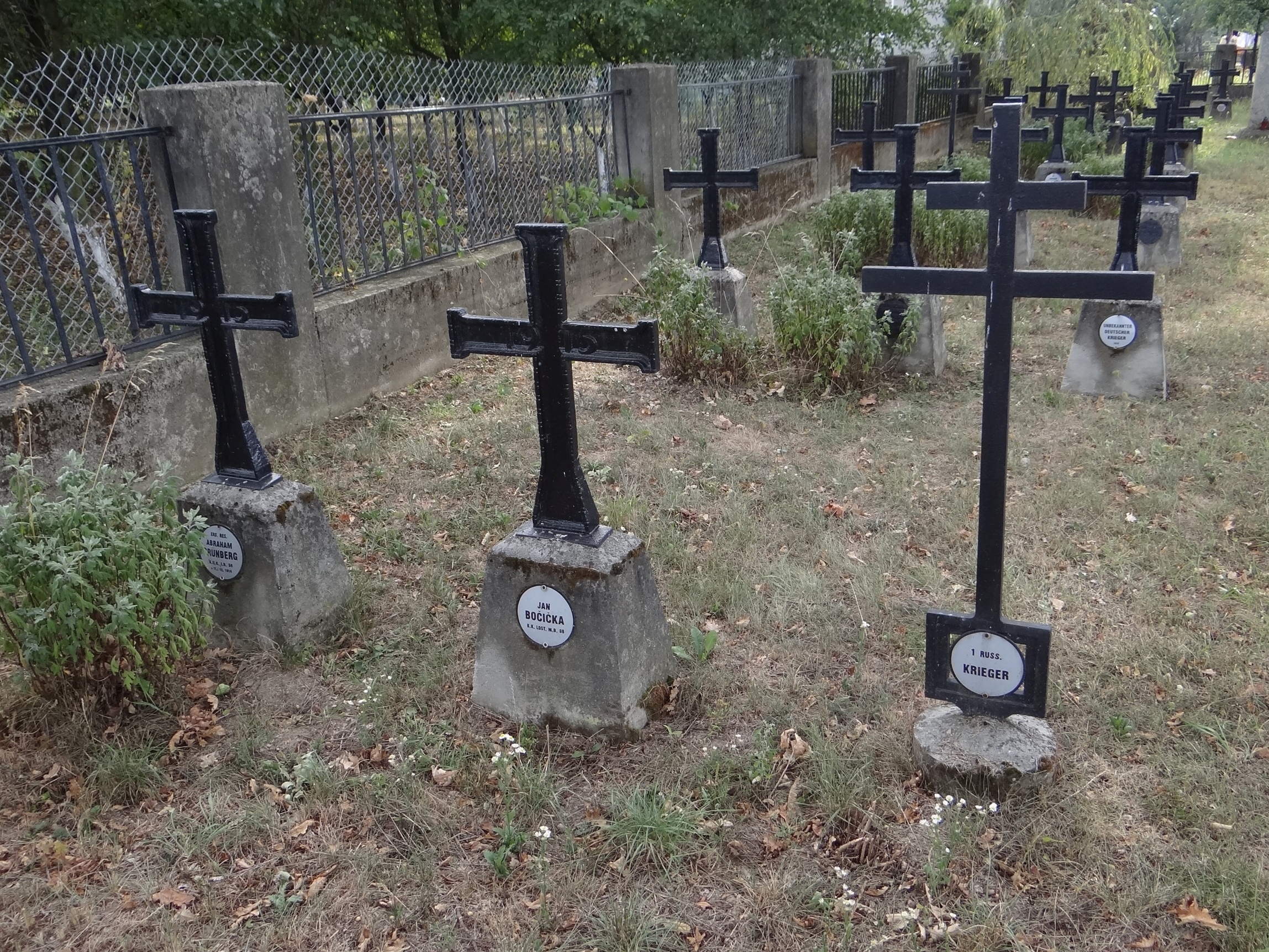
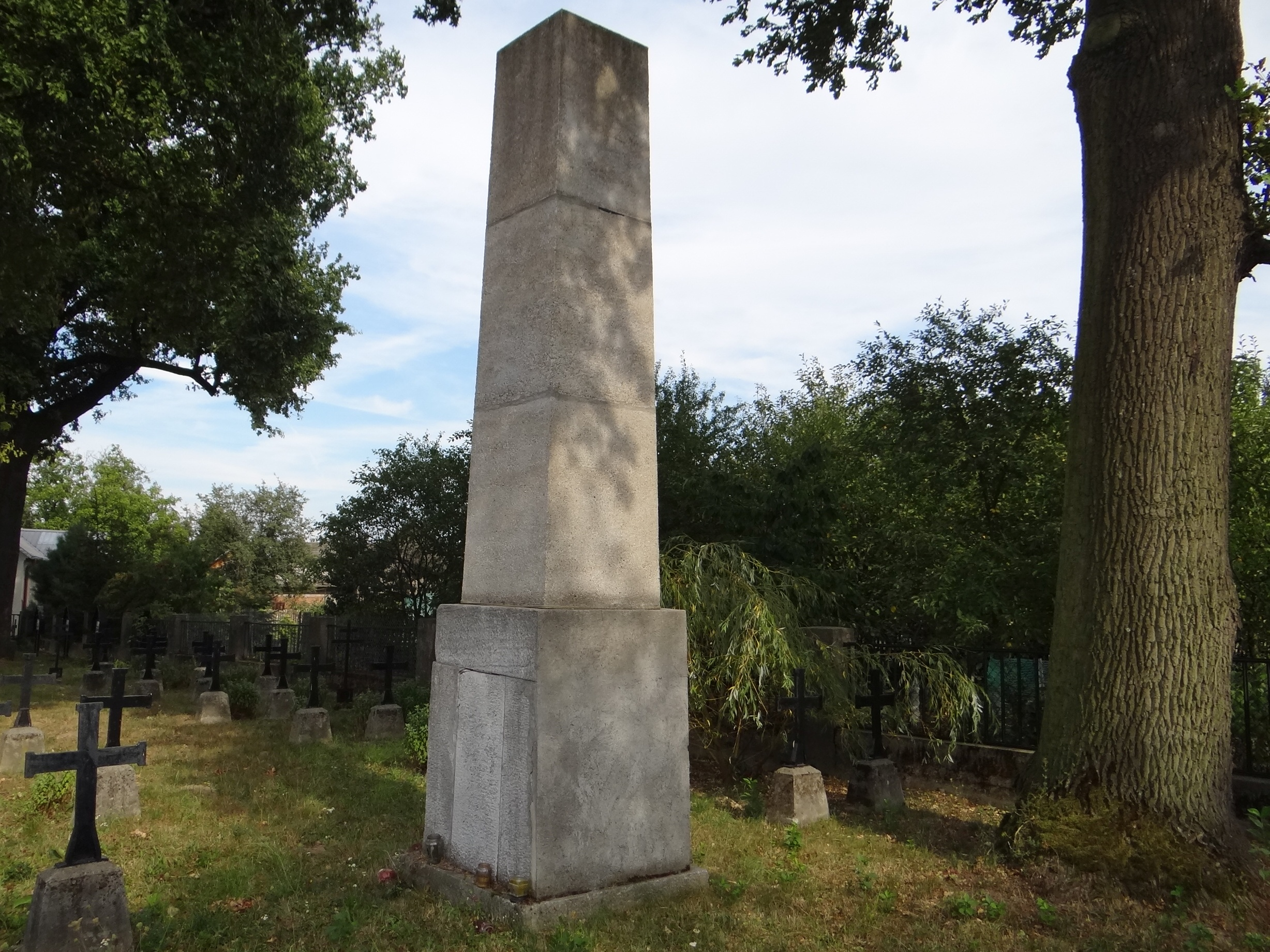
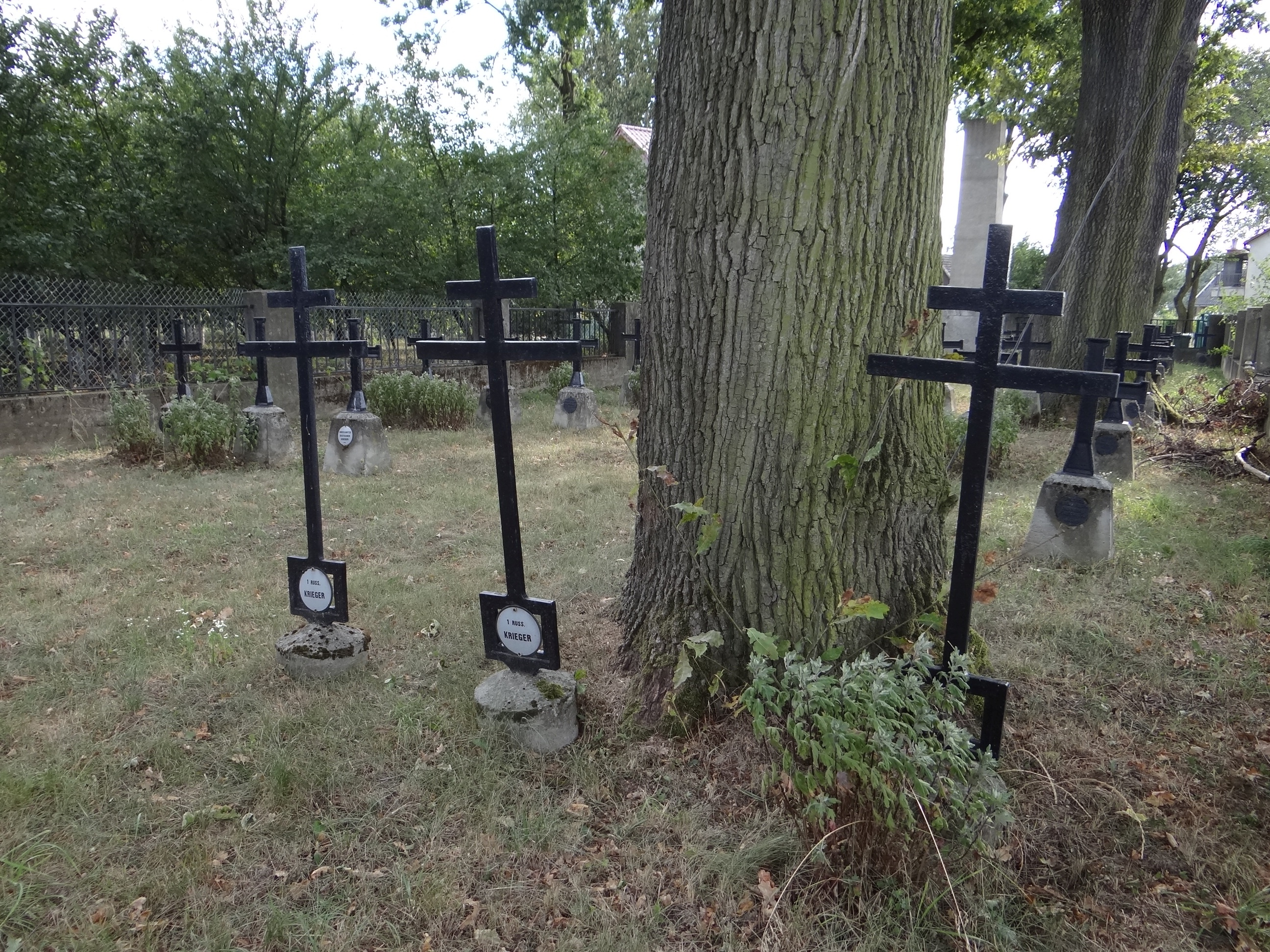